# Edmund Veesenmayer
Edmund Veesenmayer (Bad Kissingen, 12 november 1904 - Darmstadt, 24 december 1977) was een Duits nationaalsocialistisch politicus en oorlogsmisdadiger die een groot aandeel had in de Jodenvervolging in Hongarije en Kroatië.

## Opleiding en vroege loopbaan
Veesenmayer studeerde Staatswissenschaften (een interdisciplinaire studie die zich vanuit sociologisch, juridisch en economisch perspectief richtte op de staatsinrichting) in München. Hij werkte vervolgens aan de Technische Hogeschool in München en aan de Economische Hogeschool in Berlijn. Via Wilhelm Keppler, die later een van de voornaamste figuren zou worden op het gebied van de economische politiek van nazi-Duitsland, kwam hij in contact met de NSDAP, waarvan hij in 1932 lid werd. In 1934 werd hij tevens lid van de SS.

## Anschluss
In juli 1937 was Veesenmayer naast anderen belast met de voorbereiding van de Oostenrijkse Anschluss. Nadat dit samengaan in 1938 was voltrokken werd hij medewerker van Wilhelm Keppler, die inmiddels Reichsbeauftragter für Österreich was geworden. In 1938 kreeg hij ook de functie van gezant bij het Duitse Ministerie van Buitenlandse Zaken dat inmiddels onder leiding stond van Joachim von Ribbentrop.

## Kroatië
In 1941 werd Veesenmayer, kort voor de Duitse aanval op Joegoslavië, naar Zagreb gezonden, waar hij zich moest beijveren voor de onafhankelijkheid van Kroatië. Na de Duitse overwinning steunde Veesenmayer uiteindelijk de antisemitische en nationalistische Kroatische Ustašabeweging, onder leiding van Ante Pavelić, nog in 1934 verantwoordelijk voor de moord op de Joegoslavische koning Alexander I. In Joegoslavië bemoeide Veesenmayer zich actief met de deportatie van Joden.

## Bevollmächtigter des Großdeutschen Reichs
Vanaf 1944 was Veesenmayer Bevollmächtigter des Großdeutschen Reichs in Hongarije, waarbij hij de rang verwierf van SS-Brigadeführer. Hier concentreerden zijn werkzaamheden zich voornamelijk op de deportatie van Hongaarse Joden.

## Gevlucht en berecht
In maart 1945 ontvluchtte hij Hongarije om zich in mei van dat jaar in Salzburg aan te geven bij het Amerikaanse leger. Hij werd in het Wilhelmstraßenproces, een deelproces van de Neurenberger processen, veroordeeld tot een gevangenisstraf van 20 jaar. Hij werd geïnterneerd in de Gevangenis van Landsberg. Later werd de straf teruggebracht tot tien jaar en hij werd in 1951 vrijgelaten. Hij vestigde zich in Darmstadt, waar hij in 1977 overleed.

## Carrière
Veesenmayer bekleedde verschillende rangen in zowel de Allgemeine-SS als Diplomatiek korps. De volgende tabel laat zien dat de bevorderingen niet synchroon liepen.
| Datum                                            | Allgemeine-SS       | Diplomatiek korps                                              | NSDAP                         |
| ------------------------------------------------ | ------------------- | -------------------------------------------------------------- | ----------------------------- |
| Oktober 1933                                     | —                   | —                                                              | Referent der NSDAP            |
| 1 april 1934                                     | —                   | —                                                              | Wirtschaftsreferent der NSDAP |
| 13 september 1936                                | SS-Untersturmführer | —                                                              | —                             |
| 30 januari 1937                                  | SS-Obersturmführer  | —                                                              | —                             |
| 9 november 1937                                  | SS-Hauptsturmführer | —                                                              | —                             |
| 13 maart 1938                                    | SS-Standartenführer | —                                                              | —                             |
| 22 januari 1942 (met ingang van 30 januari 1942) | SS-Oberführer       | —                                                              | —                             |
| 15 maart 1944                                    | SS-Brigadeführer    | Gesandter I. Klasse und Bevollmächtigter des Groot-Duitse Rijk | —                             |

## Lidmaatschapsnummers
- NSDAP-nr.: 873 780[5] (lid 1 februari 1932)
- SS-nr.: 202 122[5][2] (lid juni 1934)

## Decoraties
Selectie:
- Ridderkruis van het Kruis voor Oorlogsverdienste met Zwaarden op 27 januari 1944[5][7]
- Kruis voor Oorlogsverdienste, 1e Klasse  en 2e Klasse met Zwaarden[5][7]
- Ehrendegen des Reichsführers-SS[5][7][6]
- SS-Ehrenring[5][7][6]
- Ehrenwinkel der Alten Kämpfer[7]
- SS-Ehrendolch[7]
- Dienstonderscheiding van de SS, 3e Graad (8 dienstjaren)[7]
- Orde van de Kroon van Koning Zvonimir, 1e Klasse met Eikenkrans en de titel van Vitez (vergelijkbaar met ridder)